# Sobradillo
Sobradillo ist eine nordspanische Gemeinde (municipio) in der Provinz Salamanca in der Autonomen Gemeinschaft Kastilien-León.

## Lage
Sobradillo liegt im Westen der Provinz Salamanca unmittelbar an der Grenze zu Portugal in einer Höhe von ca. 650 Metern ü. d. M. in der von Granitfelsen durchsetzten  Landschaft des Naturparks Arribes del Duero. Die Stadt Salamanca ist etwa 105 Kilometer (Fahrtstrecke) in östlicher Richtung entfernt; die historisch bedeutende und architektonisch reizvolle Stadt Ciudad Rodrigo liegt etwa 54 Kilometer südöstlich.

## Bevölkerungsentwicklung
| Jahr      | 1900 | 1950 | 1960 | 1970 | 1981 | 1991 | 2000 | 2018 |
| Einwohner | 1487 | 1242 | 1043 | 692  | 464  | 439  | 376  | 232  |

In der ersten Hälfte des 20. Jahrhunderts hatte der Ort konstant um die 1000 Einwohner. Infolge des Verlusts von Arbeitsplätzen durch die Mechanisierung der Landwirtschaft ist die Bevölkerungszahl seitdem auf den derzeitigen Tiefststand zurückgegangen.

## Wirtschaft
Die Landwirtschaft (Feldwirtschaft, Weinbau und Viehzucht) spielt traditionell die größte Rolle im Wirtschaftsleben der Gemeinde. Einnahmen aus dem Tourismus in Form der Vermietung von Ferienwohnungen (casas rurales) sind in den letzten Jahrzehnten hinzugekommen.

## Geschichte
Nach der weitgehend unblutigen Rückeroberung (reconquista) aus den Händen der Mauren und der Neubesiedlung (repoblación) der nahezu menschenleeren Bergregion im 11. und 12. Jahrhundert gehörte die grenznahe Region zunächst zum Herrschaftsgebiet der leonesischen und kastilischen Könige; letztere übergaben sie jedoch um 1340 in die Obhut einzelner Grundherrn (señores), die fortan die Grenzsicherung übernahmen.

## Sehenswürdigkeiten
- Der Bergfried (torre de homenaje) stammt aus dem 14./15. Jahrhundert; von der einst dazugehörigen Burg (castillo) sind nur noch die Grundmauern erkennbar. Der ehemalige Eingang zum Turm befindet sich in ca. drei Metern Höhe und war nur mit Hilfe von Leitern zu erreichen. Das mittelalterliche Gebäude mit seinem Zinnenkranz sowie vier Wehrerkern und vier runden Wachvorsprüngen dient heute als Informationszentrum für den Parque Natural de Arribes del Duero. Ein ähnlicher Turm steht im Nachbarort San Felices de los Gallegos.
- Die Pfarrkirche (Iglesia de Santiago Apóstol) mit ihrem seitlich der Westfassade stehenden, zweifach zurückgestuften Glockenturm ist ein Bau des 16. Jahrhunderts mit einem kleinen Renaissanceportal. Das langgestreckte Innere beherbergt ein barockes Altarretabel.
- Die Einsiedlerkapelle Ermita de la Misericordia hat einen überdachten Vorbau. Sie empfängt Licht durch vier Fenster, die durch gedrechselte Steinsäulen gesichert sind. Auf dem Platz davor stehen zwei Steinkreuze mit oktogonalem Schaft.
- Bemerkenswert ist ein Quellhäuschen (Fuente Romana) aus dem 16. Jahrhundert am Ortsrand.
- Vom außerhalb des Ortes gelegenen (40° 54′ 13″ N, 6° 47′ 51″ W) Convento de Santa Marina la Seca stehen nur noch Ruinen mit einem barocken Portal und einem Glockengiebel (espadaña).

## Söhne und Töchter
- José González Alonso (* 1940), emeritierter katholischer Bischof von Cajazeiras